# هیکسون، استفوردشر
هیکسون (به انگلیسی: Hixon) یک روستا و محله مدنی در بریتانیا است که در Stafford واقع شده‌است. هیکسون ۱٬۹۱۷ نفر جمعیت دارد.